# Amblychia sinibia
Amblychia sinibia là một loài bướm đêm trong họ Geometridae.